# Hebardina rhodesiana
Hebardina rhodesiana är en kackerlacksart som beskrevs av Karlis Princis 1963. Hebardina rhodesiana ingår i släktet Hebardina och familjen storkackerlackor. Inga underarter finns listade i Catalogue of Life.